# 1964 (emulador)
1964 es un emulador de la Nintendo 64 para el sistema operativo Windows, escrito en el lenguaje de programación C y lanzado en código abierto bajo la licencia GNU.

## Historia
1964 es uno de los más viejos y populares emuladores de N64 y tiene soporte para casi todos los ROMs que se han lanzado para este sistema.

## Funcionamiento
1964 funciona mediante un sistema de plugins, como el emulador de Playstation PCSX, donde cada uno puede escribir plugins dedicados al sonido, controles, video o/y RSP. Se suele pensar que el núcleo de 1964 es mucho más estable que la mayoría de los emuladores de Nintendo 64 como Project 64. 1964 necesitaba una máquina algo nueva para la época en la que salió; un 700 MHz Celeron o mejor, una tarjeta gráfica tan potente como mínimo que una GeForce 2, 128 MB de RAM y DirectX 8.0 o versiones superiores son recomendados.
Sin embargo, si queremos que el emulador funciona por completo necesitaremos como mínimo un AMD Athlon XP 2200 o mejor, o Intel Pentium 4 de 2 GHz o mejor, 512 MB de RAM, y Windows 2000 o XP. Estos requisitos mayores se necesitan para juego que pidan mucha más memoria y capacidad de proceso como GoldenEye 007, Perfect Dark, o Conker Bad Fur Day, los cuales pusieron la consola hasta el límite.
En este caso, Windows XP o 2000 son esenciales porque la versión en win32 del emulador es más estable que bajo Windows 98 o ME. La estabilidad es importante, debido al hecho que la emulación puede acabar en el cierre de la aplicación. Bajo los sistemas pre-NT, la aplicación puede cerrarse si el emulador hace funcionar una gran cantidad de opcodes no soportados.
A pesar de la gran avanzada emulación, una de las complicaciones es la compatibilidad 100% debido a la CPU. La CPU MIPS de la Nintendo 64, la R4300i, es muy compleja y no todas sus funciones son soportadas.
Con la ayuda de plugins como el plugin de video de Rice, 1964 puede cargar texturas en mayor resolución.